# انارستان (کرمان)
انارستان (کرمان)، روستایی از توابع بخش مرکزی شهرستان کرمان در استان کرمان ایران است.

## جمعیت
روستای انارستان، در مجموعه روستاهای کوهپایه کرمان قرار دارد. مسیر از کرمان، جاده کوهپایه واقع در کمربندی به سمت شمال شروع می شود. حدود 35 کیلومتر است. قبل از رسیدن به میدان ده لولو، جاده سمت چپ مجاور پمپ بنزین به چهار راهی ختم می شود. به سمت شمال به روستای هینمان، به سمت غرب به روستای وامق آباد و به سمت راست (شرق) به روستای انارستان (خیابان انارستان یا ولیعصر) منتهی می شود. بعد از انارستان، روستای ده شیب قرار دارد. در خیابان انارستان، سمت چپ، خیابان دشت ناز (32 ولیعصر) واقع است که دارای مناظری بکر و زیبایی است. مجموعه روستاهای کوهپایه، خوش آب و هوا و محل مناسبی برای اوقات فراغت و تفریح خانواده ها است. روز های تعطیل، خانواده های بسیاری از کرمان و سایر مناطق به کوهپایه می آیند. 
براساس سرشماری مرکز آمار ایران در سال ۱۳۸۵، جمعیت انارستان ۱۵۳ نفر (۴۲خانوار) بوده‌است.